# Младост (Новий Сад)
Младост (серб. Фудбалски клуб Младост ГАТ) — сербський футбольний клуб із міста Новий Сад, заснований 1972 року. Виступає у першій лізі.

## Історія
Клуб засновано в 1972 році ще за часів Югославії але виступав на регіональному рівні.
Поступовий підйом команди починається у другій половині 2010-их років. У сезоні 2019–20 «Младост» фінішує на першому місці у четвертому дивізіоні. В наступному сезоні вони виграють турнір в третьому дивізіоні та у сезоні 2021–22 дебютують в Першій лізі Сербії та одразу виграють золото.
У дебютному сезоні в Суперлізі команда посіла останнє місце та вибула до Першої ліги. Тренував команду Ненад Лалатович.

## Досягнення
Перша ліга
- Чемпіон (1): 2021–22